# Bipunctiphorus nigroapicalis
Bipunctiphorus nigroapicalis là một loài bướm đêm thuộc họ Pterophoridae. Nó được tìm thấy ở quần đảo Galápagos và Venezuela.
Sải cánh dài 11–15 mm. Con trưởng thành bay từ tháng 1 đến tháng 4 và vào tháng 9 và tháng 10.